# Сугак, Алексей Сергеевич
Алексе́й Серге́евич Суга́к (27 февраля 1990, Азов, Ростовская область, СССР) — российский футболист, нападающий.

## Клубная карьера
Воспитанник ФШМ города Ростова-на-Дону. С 2007 года игрок молодёжного состава ФК «Ростов». 13 марта 2010 года дебютировал в Премьер-лиге, выйдя на замену на 75 минуте в матче с «Томью» вместо Станислава Иванова.
В июле 2011 года на правах аренды перешёл в «Неман». В феврале 2012 года был отдан в аренду ростовскому СКА. В конце февраля 2015 года перешёл из клуба «Таганрог» в «Химки».